# Mexikanische Badmintonmeisterschaft 2013
Die Mexikanische Badmintonmeisterschaft 2013 fand vom 6. bis zum 8. Dezember 2013 in Guadalajara statt. Es war die 64. Auflage der nationalen Titelkämpfe von Mexiko im Badminton.	

## Sieger und Finalisten
| Disziplin    | Gold                              | Silber                        |
| ------------ | --------------------------------- | ----------------------------- |
| Herreneinzel | Lino Muñoz                        | Arturo Hernández              |
| Dameneinzel  | Haramara Gaitan                   | Cynthia González              |
| Herrendoppel | Lino Muñoz Andrés López           | Job Castillo Antonio Ocegueda |
| Damendoppel  | Cynthia González Victoria Montero | Haramara Gaitan Sabrina Solis |
| Mixed        | Lino Muñoz Cynthia González       | Andrés López Victoria Montero |